# Keith Hampshire
Keith Hampshire (Dulwich, 23 november 1945) is een Britse zanger en acteur, die ook in Canada populair was.

## Carrière
Hampshire had drie tophits in Canada, waaronder zijn nummer 1-versie van The First Cut Is The Deepest, die de RPM 100 singlehitlijst topte in mei 1973. Hij had zijn eigen succesvolle CBC tv-show Keith Hampshire's Music Machine. Hoewel zijn stem leek op die van David Clayton-Thomas, vooral in Daytime Night-Time, was Hampshire niet succesvol in de Verenigde Staten, waar de hoogste singleklassering slechts de 51e plaats bereikte.
Tussen juli 1966 en midden augustus 1967 was hij deejay bij het voor de kust uitzendende piratenradiostation Radio Caroline. Zijn show heette Keefer's Commotions en later Keefer's Uprising.
In 1983 bracht hij de single OK Blue Jays uit als Bat Boys, die de hymne werd van het Major League Baseball-team Toronto Blue Jays. De fans zingen dit tijdens de seventh-inning stretch bij thuiswedstrijden. De song werd geschreven door Alan Smith, Pat Arbour, Jack Lenz en Tony Kosinec en geremixt door Rob Wells en Chris Anderson van Big Honkin' Spaceship Inc. in 2003 en wordt nog steeds gespeeld tijdens de seventh-inning stretch.
In juni 2005 werd Hampshire ingehuurd om een jaren 1960/1970 oldies-radioshow te presenteren bij CHAY-FM in Barrie.

## Discografie

### Singles
- 1967: Millions of Hearts / Lonely Boy
- 1971: Ebenezer / Sing Angel Sing
- 1972: Daytime Night-time / Turned the Other Way
- 1973: The First Cut is the Deepest / You Can't Hear the Song I Sing
- 1973: Big Time Operator / You Can't Hear the Song I Sing
- 1974: For Ever and Ever / Jeraboah
- 1974: Hallelujah Freedom / Waking Up Alone
- 1976: I'm Into Something Good / Just Another Fool
- 1981: I Can't Wait Too Long / Nobody's Child
- 1983: OK Blue Jays

### Albums
- 1972: Oops! (originele cast opname)
- 1973: The First Cut
- 1981: Variations
- 2005: The Best of Keith Hampshire: The Millennium Collection

- International Standard Name Identifier: 0000 0000 7643 6936
- Library of Congress Control Number: no2013121020
- MusicBrainz: 9e335d07-00b7-4650-9f53-ffc8ccf882b9
- SNAC: w6gj6v60
- Virtual International Authority File: 315532698